# عبد الكريم الجندي
عبد الكريم الجندي
ولد عبد الكريم في بلدة السلمية 1932، وهو ينتمي لعائلة الجندي الاسماعيلية المعروفة التي انجبت العديد من الشعراء والأدباء والسياسيين الذين لعبوا دورا بارزا في سورية خاصة خلال مرحلة الستينييات من القرن الماضي، ومنهم الدكتور سامي الجندي أحد مؤسسي حزب البعث وخالد الجندي الزعيم النقابي والشاعر علي الجندي، تخرج من الكلية الحربية 1952, وهناك تعرف على رفيق دربه صلاح جديد وربطتهما صداقة متينة، لعبت هذه الصداقة دورا مهما في تشكيل اللجنة العسكرية، انتسب باكرا لحزب البعث العربي الاشتراكي بحكم قرابته من الدكتور سامي الجندي أحد المؤسسين للحزب، خلال الوحدة تم ابعاد الكثير من ضباط الجيش السوري وخاصة البعثيين إلى مصر، وبعد أن تم حل حزب البعث من اجل الوحدة، رفض هذا القرار معظم الضباط البعثيين، وبمبادرة من محمد عمران تم تشكيل اللجنة العسكرية السرية بحزب البعث والتي ضمت في البداية خمس ضباط بعثيين (محمد عمران، وصلاح جديد، وعبد الكريم الجندي، حافظ الأسد، وأحمد المير)و بعد ذلك تم توسيع اللجنة، شارك الجندي في محاولة الانقلاب الفاشلة عام 1962 ضد الحكومة المنتخبة ديمقراطيا ودخل السجن فترة ثم تم تسريحه مع معظم الضباط البعثيين، واحالتهم إلى وظائف مدنية، شارك بفعالية بانقلاب البعث 8/3/1963 أو مايسمى بثورة الثامن من آذار الذي اطاح بحكومة خالد العظم الديمقراطية والغاء الحياة البرلمانية والحزبية في سورية، واقامة سلطة الحزب الواحد (حزب البعث), تسلم عدة مناصب عسكرية وسياسية قبل حركة شباط 1966 منها منصب وزير الزراعة والإصلاح الزراعي، اواخر العام 1965 وقع الخلاف بين القطريين بالحزب والقيادة التاريخية للحزب المتمثلة بعفلق والبيطار، وفي شباط 1966 نجح أعضاء القيادة القطرية بحزب البعث بإزاحة القيادة القومية من السلطة وتم تبني شعارات يسارية وتم توسيع حركة التأميم والسيطرة على الأراضي، وبنصيحة من الألمان الشرقيين ومبادرة منه تم تشكيل مكتب الأمن القومي التابع للقيادة القطرية بحزب البعث السوري، وأحداث إدارة أمن الدولة، في محاولة لوضع اليد علي كل أجهزة الأمن والمخابرات والحاقها بمكتب الأمن القومي بحزب البعث الحاكم، لكن وزير الدفاع السوري وعضو القيادة القطرية الفريق حافظ الأسد رفض وابقى المخابرات العسكرية خارج هذا الإطار كما احدث هو مخابرات للقوة الجوية اسندة ل العميد محمد الخولي، لكن مع نهاية عام 1968 بدأ الصراع بين أجنحة حزب البعث الحاكم، جناح يقوده صلاح جديد والجناح الآخر يقوده حافظ الأسد، وكان الجندي من ابرز قادة الجناح الأول، لكن تردد صلاح جديد في فتح جبهة والتخلص من الجناح الآخر وقبوله حالة التعايش مع الخط الآخر كانت قشة الشعير، لم يكن الجندي بحكم طبيعتة ونفسيته ان يستمر بهذه الطريقة مما دفعه إلى الانتحار صبيحة 2/3/1969 في مكتبه بدمشق بعد أن كتب رسالة وضح فيها رؤيته للصراع وحذر فيها إلى ميول وتوجهات الأسد من كل المشاريع المطروحة، وتم نشر الرسالة على صفحات صحف بيروت، وفي تشرين الثاني 1970 اطاح جناح الأسد بجناح صلاح جديد واودعهم السجن ليموتوا هناك.